# 2029年亚洲冬季运动会
2029年亞洲冬季運動會（阿拉伯語：دورة الألعاب الآسيوية الشتوية 2029），官方稱為第十届亚洲冬季运动会，将于2029年在沙特阿拉伯塔布克省新未来城特羅耶納举行。这是首次在西亚地区举办亚洲冬季运动会。
2022年10月4日在柬埔寨金边召开的第41届亚洲奥林匹克理事会全体代表大会上决议特鲁杰纳获得2029年亚洲冬季运动会的主办权。